# 映画24区スクール
映画24区スクールは、東京都渋谷区千駄ヶ谷にある俳優、脚本家育成のスクール。映画24区が運営。

## 概説
2011年4月に映画24区ワークショップとしてスタートしたが、2014年4月に映画24区スクールと名称を変えた。
俳優コースと脚本コースがある。
主な講師陣に中村義洋、佐々部清、平山秀幸、冨樫森、吉田康弘、大前玲子などがいる。